# 岩手石
岩手石（いわてせき、 Iwateite）は、2014年に発表された日本産新鉱物で東京大学物性研究所の鉱物学者浜根大輔などにより、岩手県の田野畑鉱山で発見された。化学組成はNa2BaMn(PO4)2で、三方晶系。産出地が岩手県にあることから命名された。